# Noorderkerk (Leeuwarden)
De Noorderkerk is een kerkgebouw in de stad Leeuwarden in de Nederlandse provincie Friesland.

## Geschiedenis
De zaalkerk in neorenaissance-vormen werd in 1888-1889 gebouwd naar ontwerp van Willem Cornelis de Groot. Hij bouwde in dezelfde stijl ook het ingangsportaal in het pand Grote Kerkstraat 31B. Het gaf toegang tot het erachter gelegen kerkgebouw op het binnenterrein. Het orgel uit 1895 werd gemaakt door Bakker & Timmenga met gebruik van pijpwerk (1789) van Albert van Gruisen. Het orgelfront werd ook ontworpen door De Groot. Op de plaats waar de kerk werd gebouwd liep enkele jaren eerder een gracht die De Flits werd genoemd.
De Noorderkerk was tot 1964 een Gereformeerde Kerk. Het kerkgebouw werd in 1998 door de Fryske Akademy gekocht en verbouwd tot zalencentrum It Aljemint. Tot 2004 bleef de Gereformeerde Kerken vrijgemaakt gebruikmaken van het gebouw. De nieuwe kerk van de kerkgemeente werd de Morgenster. Het orgel werd overgeplaatst. Het gebouw is te bereiken via de Doelestraat.

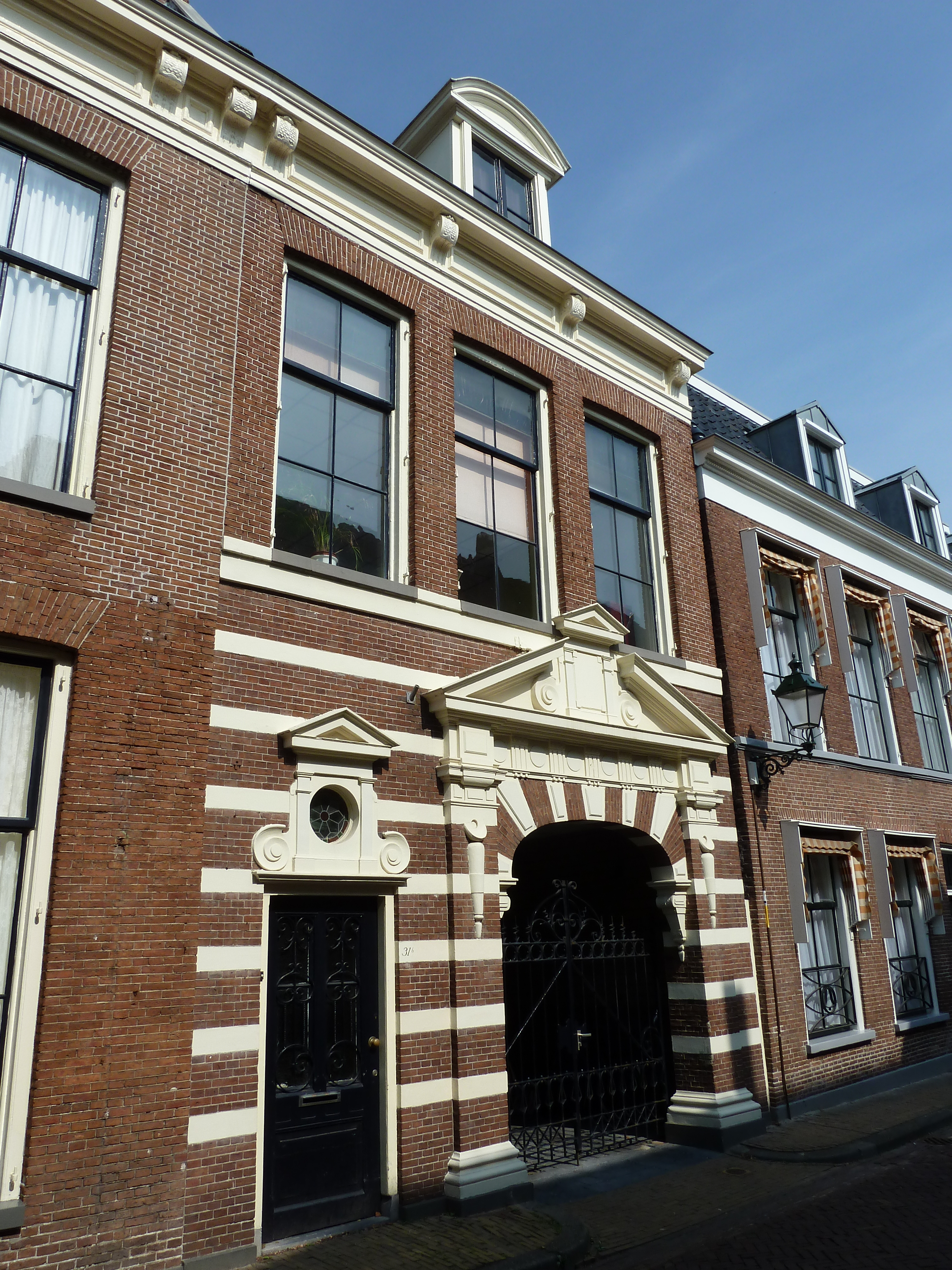
Ingangsportaal Grote Kerkstraat 31B